# 萨克森王国

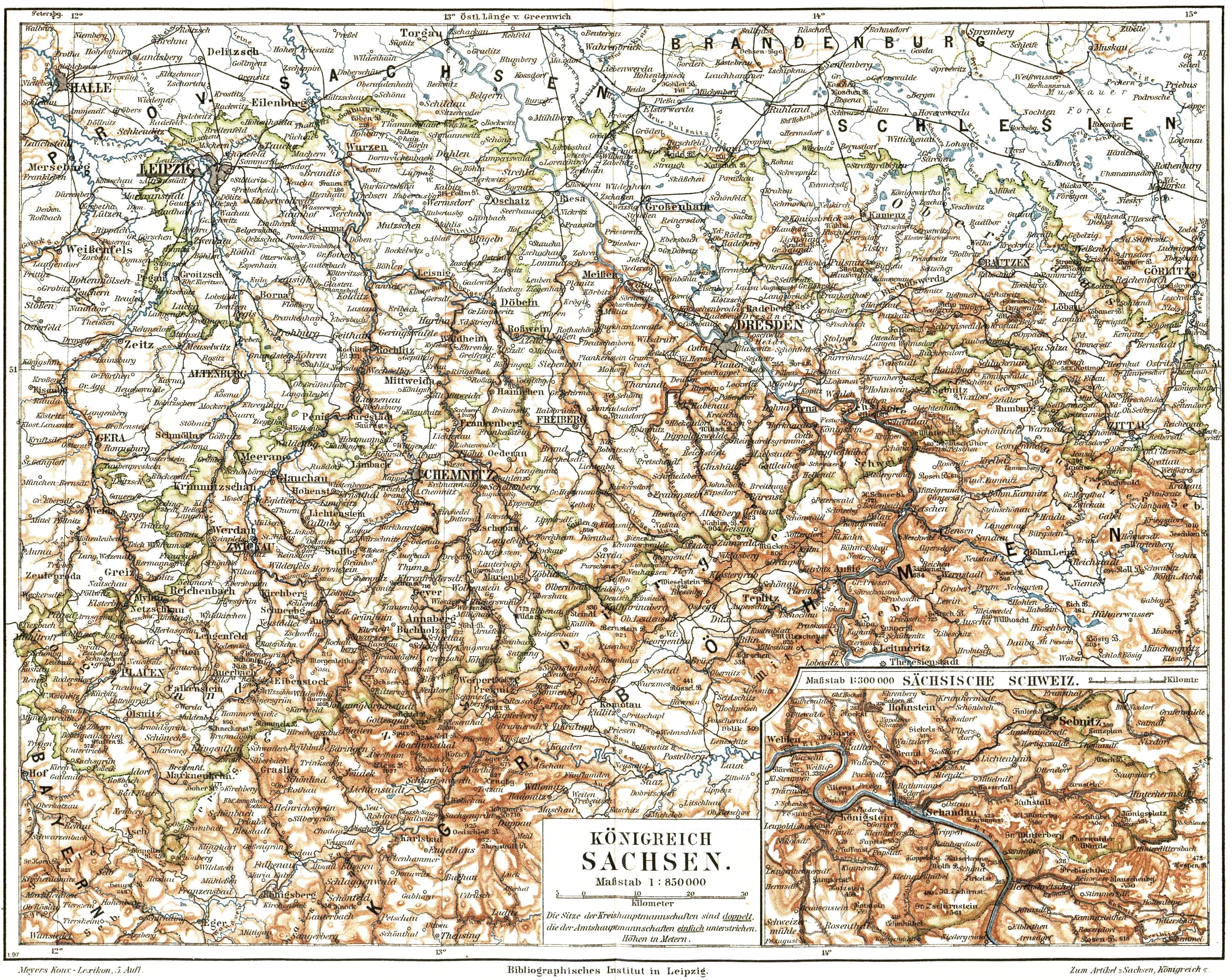
1895年的萨克森王国

萨克森王国 （德語：Königreich Sachsen），国祚由1806年至1918年，历七主，在拿破崙時代是數個歷史性聯盟的獨立成員。從1871年起成为德意志帝国的一部分，最后于1918年并入魏玛共和国。首都德勒斯登。它是現代德國的萨克森自由邦。

## 历史

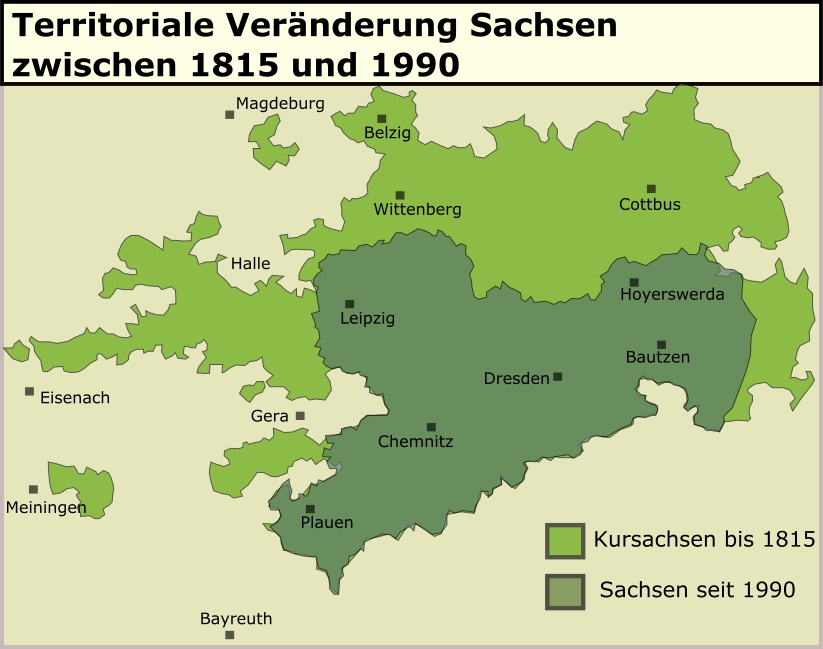
薩克森王國和原薩克森選侯國，薩克森選侯國北部的土地被普魯士吞併，成為了其薩克森省

1806年前萨克森只是神圣罗马帝国的一個選侯國。一千年來一直希望獨立，但權力一直都被分散。萨克森的統治者數百年來都手握選舉權。直到1806年，帝國在上百年的积弱下，皇帝弗朗茨二世在奥斯特里茨战役中被拿破仑打败，神圣罗马帝国终于土崩瓦解。萨克森在法國的支持下成為独立王國，时任選候腓特烈·奥古斯特一世成为国王。
萨克森王国曾短暂加入莱茵邦联，直至1813年拿破仑在俄国被打败，莱茵邦联解散之后，1815年萨克森王国在维也纳会议中被通过加入德意志邦联成为其成员。
德意志邦联于1866年普奥战争后解散，并成功改组为由普鲁士领导的北德意志邦联。当1871年普鲁士在普法战争中对法国取得辉煌胜利的时候，邦联的成员被普鲁士首相奥托·冯·俾斯麦组织成德意志帝国，威廉一世成为帝国皇帝。而当时萨克森的国王约翰一世成为帝国的邦君。

## 灭亡
第一次世界大战德国的战败导致威廉一世的孙子，皇帝威廉二世于1918年退位。 国王腓特烈·奥古斯特三世跟随威廉二世退位，以往的萨克森王国成为了新建的魏玛共和国的一个州分，至今为德国的萨克森州，由此萨克森王国的简短历史正式完结。

## 国王列表
| 圖片 | 姓名                | 統治時間      | 介紹 |
| ---- | ------------------- | ------------- | --- |
|      | 腓特烈·奥古斯特一世 | 1806年-1827年 | 首任國王，因拿破崙在1806年將薩克森升為王國，1807年至1813年兼華沙公爵。 但由於在拿破崙戰爭中站在拿破崙一方，維也納會議上薩克森一半以上的國土被割讓給普魯士。 |
|      | 安東                | 1827年-1836年 | 弗里德里希·奧古斯特一世的四弟。 |
|      | 腓特烈·奥古斯特二世 | 1836年-1854年 | 弗里德里希·奧古斯特一世和安東的侄子，是他們的五弟馬克西米利安的長子。                                                                                       |
|      | 約翰                | 1854年-1873年 | 弗里德里希·奧古斯特二世三弟。1866年薩克森加入北德意志邦聯，1871年加入德意志帝國。                                                                           |
|      | 阿爾貝              | 1873年-1902年 | 約翰一世長子。德國陸軍元帥。 |
|      | 格奧爾格            | 1902年-1904年 | 阿爾貝的二弟，約翰一世的三子。 |
|      | 腓特烈·奥古斯特三世 | 1904年-1918年 | 格奧爾格的長子。德國陸軍元帥。也是末代國王，德國革命中被廢黜。                                                                                              |

## 相关连结
- 萨克森
- 萨克森统治者列表